# Leonardo Caponi
Leonardo Caponi (Perugia, 20 giugno 1949) è un giornalista, scrittore e politico italiano.

## Biografia
Ha iniziato la sua attività pubblicistica e politica nei primi anni '70, come corrispondente de l'Unità da Perugia e funzionario e membro della segreteria della federazione del Partito Comunista Italiano (PCI) di Perugia. Fra gli anni '80 e la prima metà degli anni '90 è stato Consigliere e assessore provinciale di Perugia per il PCI.
Contrario alla svolta della Bolognina, è stato il primo segretario regionale di Rifondazione Comunista in Umbria, restando in carica dalla fondazione al 1994.
Senatore per due Legislature, la XII e la XIII (dal 1994 al 2001 Presidente della Commissione Industria del Senato. Nel PRC è stato, dalla fondazione fino alla sua fuoriuscita, membro della Direzione nazionale, responsabile enti locali nel 1992/94, componente dell'Esecutivo nazionale tra il primo e secondo congresso). Caponi, successivamente, è stato membro della Direzione nazionale del Partito dei Comunisti Italiani, con l'incarico di responsabile Lavoro. Dalla battaglia di frazione interna al Partito Comunista Italiano ai primi anni di vita di Rifondazione Comunista, Caponi è stato uno dei più stretti collaboratori di Armando Cossutta.
Caponi, insieme a Guido Cappelloni, Claudio Grassi, Fausto Sorini, Gianluigi Pegolo, Leonardo Masella e altri fu tra i promotori e componenti del gruppo dei "Sommergibilisti" (cosiddetti perché agivano in maniera inizialmente riservata). Questo gruppo, composto di membri della Direzione e dirigenti periferici ex cossuttiani, costituitosi dopo il secondo Congresso di Rifondazione, avviò un processo di distacco dal leader (di cui criticavano la gestione del Partito), all'epoca presidente di PRC. La polemica dei Sommergibilisti con Cossutta ebbe il suo culmine nella fase finale della vita unitaria di Rifondazione, allorché tutto il gruppo, con pochissime eccezioni, tra le quali quella di Caponi, si schierò, nell'ottobre del 1998, con Bertinotti contro Cossutta nel voto del Comitato Politico Nazionale del PRC che decise la revoca della fiducia al primo governo Prodi. Il voto dei Sommergibilisti fu determinante, unito a quello dei trozkisti, per assicurare la maggioranza al Segretario. Mentre i Sommergibilisti scelsero di rimanere nella Rifondazione di Bertinotti, Caponi, come peraltro la grande maggioranza del gruppo senatoriale del PRC, segui Cossutta nella separazione e nella costituzione del Partito dei Comunisti Italiani. Caponi, nella discussione sull'appoggio o meno al governo Prodi, che si sviluppò nei mesi precedenti l'ottobre 1998, fu il primo membro della Direzione, anticipando Ersilia Salvato, ad aprire la polemica con Bertinotti. La tesi di Caponi fu che alla caduta del governo Prodi non sarebbe seguito un equilibrio politico più avanzato, ma il ritorno al potere di Berlusconi. Caponi concluse il proprio mandato parlamentare nel 2001.
Nel 1999 diventa Consigliere comunale di Perugia per il PdCI, carica che mantiene fino al 2004.
Nel 2024 è candidato sindaco di Perugia per il PCI raccogliendo però solo lo 0,54%.

## Opere
- Rifondazione comunista, la scommessa perduta - 2003, Editori Riuniti;
- Alfio, una biografia per raccontare un'epoca - 2005, Benucci Editore, Perugia;
- L'esempio di una vita - 2003, Ed. CISA Magione Pg